# Anders Ehnmark
Anders Ehnmark (* 2. Juni 1931 in Linköping; † 29. März 2019) war ein schwedischer Journalist und Schriftsteller.

## Leben und Werk
Anders Ehnmark wuchs in einer Akademikerfamilie auf. Noch während seines geisteswissenschaftlichen Studiums, das er 1960 an der Universität Uppsala abschloss, begann er für die Tageszeitung Expressen zu schreiben. Er war unter anderem in der Kulturredaktion des Blattes und als Korrespondent in Rom und Kiruna tätig. Anfang der siebziger Jahre wechselte er für ein Jahr zu der kommunistischen Zeitung Norrskensflamman in Luleå. Später war er bei der politisch links eingestellten Zeitschrift Folket i Bild/Kulturfront angestellt, überwiegend arbeitete er jedoch als freier Journalist. Seit 1995 ist er wieder regelmäßiger Mitarbeiter des Expressen.
Parallel zu seinen Veröffentlichungen in der Presse publizierte er in Buchform Reportagen unter anderem über Kuba, Angola und Guinea-Bissau, die in Schweden stark beachtet wurden. Seine Bücher über Niccolò Machiavelli (1986), Erik Gustaf Geijer (1999) und Antonio Gramsci (2005) haben ihm den Ruf eingebracht, zu den besten Essayisten seines Landes zu zählen. Als linksorientierter Denker hat er fünf Jahrzehnte lang für den politischen Meinungsbildungsprozess in Schweden eine bedeutende Rolle gespielt.
Bekannt geworden ist Ehnmark auch durch seine Kooperation mit dem Schriftsteller Per Olov Enquist. Die beiden Freunde schrieben mehrere Theaterstücke zusammen, so etwa Chez nous (1976). In ihrem gemeinsamen Roman Doktor Mabuses nya testamente (1982; deutsche Titel: Mann im Pool / Doktor Mabuses neues Testament) zeichnen Ehnmark und Enquist ein kritisches und satirisches Bild vom schwedischen Wohlfahrtsstaat.
Anders Ehnmark war seit 1976 mit der Journalistin Anna Hagström verheiratet. Für seine Arbeiten wurde er mehrfach ausgezeichnet, u. a. mit dem Övralidpriset (2002) und dem Essaypreis der Schwedischen Akademie (2010). 1992 erhielt er den Ehrendoktortitel in Philosophie der Universität Göteborg.

## Bibliographie

### Originalausgaben (Auswahl)
- Angola 1962
- Cuba cubana 1963
- Rapport från det röda Emilien 1969
- Exemplet Guinea-Bissau 1973
- Chez nous 1976 (Co-Autor: Per Olov Enquist)
- Mannen på trottoaren 1979 (Co-Autor: Per Olov Enquist)
- Palatset 1979
- Ögonvittnet 1980
- Doktor Mabuses nya testamente 1982 (Co-Autor: Per Olov Enquist)
- Arvskifte 1983
- Maktens hemligheter 1986
- Slottet 1990
- Rättvisa och makt 1992
- Resan till Kilimanjaro 1993
- Tre essäer om befrielse och frihet 1994
- Minnets hemlighet 1999
- Frihetens rike 2001
- Krigsvinter 2002
- En stad i ljus 2005

### Übersetzungen
- Mann im Pool. Ein Kriminalroman vom Ende des Jahrhunderts. Aus dem Schwedischen von Verena Reichel. von Schröder, Düsseldorf 1985. ISBN 3-547-72337-X [Doktor Mabuses nya testamente].
- Doktor Mabuses neues Testament. Aus dem Schwedischen von Verena Reichel. Neuer Europa-Verlag, Leipzig 2007. ISBN 978-3-86695-826-5 [Doktor Mabuses nya testamente].